# Furnari
Fùrnari (Fùrniri in siciliano) è un comune italiano di 4 217 abitanti della città metropolitana di Messina in Sicilia.

## Etimologia
L'origine del nome deriva dal nome della famiglia "Furnari" che deriva a sua volta dal greco "Phournares" ("fornaio"), famiglia discendente dai De Fornari o Fornari, consoli e nobili genovesi insediatasi in Sicilia nel 1229 a supporto della sua conquista da parte degli Svevi, e quindi sotto il dominio di Federico II di Svevia all'interno di una parte del territorio del messinese, poi lavorato e conquistato, terre (di) Furnari.

## Geografia fisica

### Territorio
Si estende su una superficie di 1.300 ettari, con una densità di 280 abitanti per chilometro quadrato.
Il territorio ricco di sorgenti d'acqua ferruginose e sulfuree, presenta un profilo geometrico irregolare, con variazioni altimetriche accentuate. Sorge su una zona collinare (Monte le Croci, 247 m s.l.m.), nel Val Demone, giungendo sul Mar Tirreno.
Confina ad est con Mazzarrà Sant'Andrea, ad ovest con Falcone, a sud-est con Tripi, ed a sud-ovest con Terme Vigliatore.
Il territorio comunale si divide in Furnari "collina" o "centro" e Furnari "marina". Furnari "marina", fa capo alla frazione balneare di Tonnarella, a Portorosa e alle contrade di Bazia, di Saiatine e di Torre Forte.
- Classificazione sismica: zona 2 (sismicità medio-alta)

### Clima
La stazione meteorologica più vicina è quella di Patti-Tindari. In base alla media trentennale di riferimento 1961-1990, la temperatura media del mese più freddo, gennaio, si attesta a +10,2 °C, mentre quella del mese più caldo, agosto, è di +24,9 °C.
- Classificazione climatica: zona B, 874 GG
- Diffusività atmosferica: bassa

## Storia

### Età antica
Si ha notizia di tracce di una necropoli preistorica, con la presenza di diverse tombe, nell'area dell'attuale Contrada Grotte di Furnari.

### Età classica
Si ha notizia di tracce di insediamento, di epoca classica, nell'area dell'attuale contrada "Masseria" e "Monte le Croci".
Infine, risalente all'epoca greco-classica, si ha notizie di tracce di insediamento, nell'area dell'attuale contrada "Pezza Grande" e anche di una necropoli, risalente, anch'essa, ad epoca greco-classica in contrada "Villa Arangia"..

### Età romana
Si ha notizia di resti di insediamento, di epoca romana, nell'area dell'attuale contrada "Cinque Fontane"..
Inoltre, altri resti di insediamento si trovano nell'area dell'attuale contrada "Giamparedda".

### Età bizantina
Si ha notizia di tracce di insediamento, di epoca bizantina, nell'area dell'attuale Contrada Pezza Grande di Furnari.

### Età moderna
Verso la fine del XIV secolo, Filippo Furnari discendente da una nobile famiglia genovese, imparentato con il Principe Ottone Furnari e giunto in Sicilia nel 1229, ottenne da Federico II, in cambio dei servizi a lui prestati, il titolo di barone di un territorio dove costruì un castello, che fu ben presto attorniato da piccole case, dando così origine ad un borgo feudale che, per oltre quattro secoli, fu governato dai suoi discendenti.
Nel 1691 i Furnari vendettero la terra ai Marziano, che ne conservarono il possesso fino al 1819, quando il Parlamento siciliano abolì i diritti feudali e Furnari iniziò la sua vita di Comune. Il titolo di Principi di Furnari fu attribuito anche a un ramo della famiglia Notarbartolo, nobile famiglia palermitana.

### Simboli
Lo stemma, adottato dal Comune all'atto della sua costituzione nel 1819, è l'unico legame tra storia e leggenda e riprende il blasone della famiglia Furnari, discendente dai Fornari o De Fornari, consoli genovesi:
Anche se indirettamente, esiste un'illustre testimonianza, risalente al 1220, quella di Ludovico Ariosto, che, nel citare nel suo Orlando furioso, al canto XLI, 30, lo stemma di Furnari, tale legame rafforza: 
Poiché l'Ariosto soggiornò a lungo a Genova, patria di Filippo Furnari, non è difficile che il poeta girovago abbia visto in quella città lo stemma, sul portale di un vecchio palazzo della famiglia "Furnari".
Il gonfalone è un drappo di giallo.

### Leggenda
Una casupola di muri a secco, sorgeva sola in una radura del bosco, dove "Giuseppe Furnari" conduceva un'umile vita da contadino, coltivando terra nei dintorni.
Fu qui che le vie del destino di Ruggero II di Sicilia, incrociarono il sentiero, che conduceva alla casupola nel bosco.
A causa di un arciere maldestro, che, per sbaglio, colpì il fedele levriero del Re, qualcuno s'accorse della casupola e ne indicò il sentiero.
Così "Biagio Furnari" li vide davanti, prese dell'acqua dal pozzo, delle bende e dell'olio; lavò la ferita e vi applicò un impasto di "niputedda" (erba curativa) e lo fasciò.
Ma il levriero, fasciato, non riusciva a reggersi in piedi; e il Re pronunciò le parole: "Io debbo assolutamente andare e il cane non può seguirmi. Te lo lascio in consegna: abbine cura, che prima o poi, verrò io stesso a prenderlo".
Il re se ne andò senza palesare chi in realtà fosse. Passarono i giorni, le settimane, i mesi, ma il Re non faceva ritorno, come se si fosse dimenticato del suo fedele amico.
Il "Furnari" medicava e nutriva il cane. Si toglieva il pane dalla bocca per darlo a lui, abbandonava la zappa fra il maggese per andare a cercarlo, non appena scappava.
Qualcuno propose al "Furnari" che glielo vendesse, ma egli arrogantemente respingeva ogni offerta: aveva promesso d'attendere il ritorno del Re, e avrebbe mantenuto l'impegno a costo di qualunque sacrificio: solo a lui avrebbe consegnato il cane.
Molti incominciarono a deriderlo: "È sempre dietro a quella bestia; rifiuta il denaro che gli offrono: attende il Messia".
E a tutti, rispondeva che avrebbe tenuto con sé il cane "Finché venga".
E ci favoleggiavano sopra parlando di stregonerie, del veltro che aveva il diavolo in corpo, che compariva e scompariva fulmineo per le balze del bosco.
Allo squillar delle trombe, una schiera di cavalieri, con le insegne regali e con le croci d'oro sugli scudi lucenti, si fermò davanti alla casupola del contadino, e Ruggero, in splendide vesti, notando il cane, splendidamente guarito, scese da cavallo e con modo spontaneo si tolse la spada e, posandola sulla spalla del Furnari, pronunciò:
"Giuseppe Furnari – disse - nel nome di Dio e in premio della tua fedeltà, ti creo barone di queste terre. Il tuo stemma è un cane in campo rosso con la scritta "Finché venga".
Biagio Furnari sbigottì: "Eccoti il cane" disse "ho atteso il suo ritorno".
La piccola casupola coi muri a secco, divenne presto un castello baronale (sulle cui rovine fu costruita, successivamente, l'attuale "Chiesa Madre"), con lo scudo sul frontale, e nei dintorni, iniziarono a sorgere fitte case e a dividerle, delle strade.
Negli anni seguenti, nei dintorni del castello del barone, cominciarono a nascere le prime umili case dei contadini. Nel corso del tempo, nacque un villaggio, che nei secoli, divenne un bel piccolo centro collinare.
Sul gonfalone di Furnari, vi è sempre lo scudo col levriero e la scritta, a ricordo ed a simboleggiare la fedeltà dimostrata da Giuseppe Furnari.

## Monumenti e luoghi d'interesse

### Architetture religiose
- Chiesa di Santa Croce, nel 1375 venne costruito il castello sotto la baronia di Biagio Furnari.[8] All'interno del castello (dove successivamente fu costruito l'attuale campanile), c'era una piccola cappella in stile arabo dedicata a Santa Caterina d'Alessandria. Verso la fine del Cinquecento nella parte del castello distrutta dai Saraceni venne costruita una chiesa più grande. I signori Furnari commissionarono una statua marmorea di Santa Caterina "di scuola gaginiana" e la posero nell'altare dove adesso si trova Santa Rita. Dal 1800 non si hanno più tracce della statua; si sa solamente che venne sostituita con una pala della scuola di Antonello de Saliba raffigurante Giovanni il Battista, anche questa andata scomparsa agli inizi del Novecento. Nel 1630 la famiglia Ravidà fece scolpire al celebre Frà Innocenzo da Petralia, frate francescano, un'immagine del Crocifisso, che venne posta all'altare maggiore. Un'opera di valore artistico, con caratteristiche molto importanti: i lineamenti del corpo, in una dolorosa ma composta armonia, riescono in maniera formidabile ad esternare i dolori del Cristo. Caratteristica di ogni scultura di Frà Innocenzo da Pietralia, sono le tre espressioni: guardandolo dal centro vediamo l'agonia, da sinistra la morte e da destra il sorriso della risurrezione. Nel corso degli anni si era sviluppata una venerazione per quest'immagine che veniva considerata prodigiosa dai cattolici; raccontano alcuni manoscritti del tempo che i fedeli dei villaggi vicini venivano a venerare l'immagine ritenuta sacra. Si narra di un fatto accaduto il 5 agosto 1652, quando vi fu un gran temporale e un fulmine entrò in chiesa attraverso la finestra posta sull'abside (ancora esistente, ma murata da allora), distrusse l'altare, fece cascare il padiglione della custodia, frantumò la croce e lasciò intatte l'immagine del crocifisso e la lampada del Santissimo Sacramento. Per molti anni l'immagine del Crocifisso venne portata in processione il 3 maggio. Nel 1830 l'arciprete don Francesco Occhiuto decise di far uscire l'immagine solo il Venerdì santo. Il 27 agosto 1652, a pochi giorni del prodigio, venne fondata l'Arcipretura dal duca Antonio Furnari, sotto il titolo della Santa Croce. Tra le opere d'arte presenti in chiesa sono da ricordare: una statua dell'Ecce Homo, opera di "Frà Innocenzo da Pietralia"; una tela di San Francesco di Paola molto somigliante al ritratto del Santo conservato a Paola; una tela raffigurante "La Pietà" con le Anime del Purgatorio, posizionata su un altare, dove dal 1670 al 1970 veniva celebrata la Santa Messa in suffragio delle anime del Purgatorio ogni primo lunedì del mese; una tela della Madonna del Rosario, opera di Rosalia Novelli, in cui la Vergine siede dolcemente su un roseto tenendo in braccio Gesù Bambino e la Corona del rosario che dona a San Domenico circondato da San Tommaso d'Aquino, Santa Rosalia da Palermo e Sant'Antonio da Padova; una statua lignea di Sant'Antonio da Padova, risalente agli inizi del Quattrocento,che è la prima statua di Sant'Antonio venerata a Furnari, e sostituita con l'attuale nel 1836; un organo a canne, risalente al 1637 di buona fattura; ed infine una pala della Madonna del Soccorso, opera di Antonello de Saliba, ed il simulacro della Madonna Addolorata, conservati nell'oratorio della confraternita. Ai piedi dell'altare maggiore è sepolto il celebre Arciprete Giuseppe Millemagi.
- Chiesa di Gesù e Maria, risalente alla metà del XV secolo, in stile arabo originale nella forma con annesso oratorio, venne edificata in onore della Vergine del Soccorso, raffigurata nella pala che ora si trova nella Chiesa Madre. L'altare è sormontato da una grande cupola originariamente coperta da tegole, insieme alla cupola del campanile, distrutta da un fulmine nel 1600 e ricostruita in forma di terrazzino nel 1700. In onore dell'Addolorata venne costituita una confraternita che si riuniva nell'oratorio di Gesù e Maria, così chiamato per la presenza di un quadro del Settecento, raffigurante il Risorto con la Vergine Maria. Da allora anche la chiesa si cominciò a chiamare "Chiesa di Gesù e Maria". Nell'Ottocento venne costruita e posta nell'oratorio la statua in cartapesta della Madonna Addolorata. Nel 1910 venne trasferita la tavola della Vergine del Soccorso, nel magazzino della chiesa, costruirono un altare in marmo e la statua dell'Addolorata venne posta in chiesa. I quattro altari laterali conservano quattro meravigliose tele della scuola di Polidoro da Caravaggio, risalenti alla seconda metà del Settecento. Il primo (da sinistra entrando) rappresenta la Regina martirum con Lucia, Agata e Pasquale. Il secondo rappresenta Santa Rita sostenuta da San Michele Arcangelo, tra Sant'Agostino, San Nicola da Tolentino e San Giovanni Battista, che secondo la pietà popolare introdussero Rita nel convento di Cascia a porte chiuse. Il terzo rappresenta la Vergine Immacolata tra i genitori Gioacchino ed Anna. Infine, il quarto è dedicato a San Rocco tra i santi Pietro, Giovanni Nepomuceno, e un vescovo guarito dal colera; in alto la gloria della Santissima Trinità. Da ricordare ancora nell'oratorio il pavimento in Maiolica, le statue lignee di Sant'Antonio Abate e Gesù Bambino Redentore (quest'immagine veniva chiamata dai furnaresi u santu Sabbaturi) anticamente poste nella Chiesa del Carmine, insieme alla statua in cartapesta di Santa Lucia. La Madonna Assunta fu costruita per interessamento della confraternita dall'artista Matteo Trovato nel 1928.
- Chiesa della Madonna del Carmine, i Carmelitani per antica tradizione costruivano i propri conventi in alcune alture per richiamare il Monte Carmelo e nell'alta zona collinare di Furnari, per l'interessamento della "Famiglia Furnari", essi costruirono il Convento, in una zona, già consacrata al Mistero dell'Incarnazione; infatti sin dall'anno 1000-1100, vi era una cappella in stile arabo con volta reale, dove si venerava una tavola raffigurante la Vergine Annunziata e sembra, sia stato a Furnari il primo luogo di culto dedicato alla Madonna, che dalla collina vegliava sul piccolo centro abitato. Questa cappella, ancora esistente, si trova tra la chiesa ed il campanile. L'attuale chiesa e il convento (oggi Palazzo Municipale) vennero edificati a partire dal 1547. I frati portarono a Furnari la devozione alla Madonna del Carmelo. Nel 1930 l'arciprete Genovese ottenne dallo Stato italiano l'affidamento della chiesa all'Arcipretura, ed alcune stanze annesse alla chiesa, e la Madonna del Carmelo, tornò ad essere riportata in processione per le vie del paese. L'interno conserva opere d'arte di grande interesse come: una tela sull'altare maggiore dedicata alla Madonna e alla devozione del Carmelo, a forma di trittico, della scuola di Tommaso De Vigilia, della seconda metà del Cinquecento; un quadro della prima metà del Settecento dedicato a Sant'Alberto da Trapani, protettore della provincia carmelitana messinese, di cui faceva parte anche codesto convento. Secondo un'antica tradizione furnarese, Sant'Alberto liberava le donne dal dolore delle doglie e la accompagnava fino al parto; se la partoriente era in pericolo si suonavano sette rintocchi della campana grande della chiesa del convento, soprannominata "a campana di Santu Libbertu", e la gente, riconoscendo quel suono, cominciava a pregare ovunque si trovasse per il parto in atto. Quando veniva riconosciuto l'intervento del santo, il neonato, veniva chiamato dopo il nome di battesimo, "Figghiu di Santu Libbertu" o, come riportano alcuni vecchi registri di battesimo, "Filiusi Sancte Alberti"; un quadro, anch'esso risalente alla prima metà del Settecento, dedicato alla Madonna delle Grazie, tra Sant'Antonio Abate, Santa Teresa d'Avila, San Spiridione e Santa Lucia; una statua lignea della Madonna del Carmelo dei primi dell'Ottocento. Nell'agosto 1898, sopra il vecchio pavimento della chiesa ne fu aggiunto uno nuovo a spese dei fedeli, ricoprendo le numerose bocche in pietra delle antiche fosse comuni, lasciando qualche lapide di marmo.
- Chiesa di Sant'Antonio da Padova, nel luogo ove attualmente sorge la chiesa, intorno al 1400 venne costruita una piccola cappella poi trasformata in chiesa alla fine del Cinquecento. Nella cappella si conservava una pala raffigurante il Santo, sostituita nel Cinquecento con una statua in legno d'ulivo, che ora si conserva nella Chiesa Madre. La chiesa è ad una sola navata; sull'altare maggiore troneggia una statua lignea del Santo di buona fattura, con abito francescano conventuale, elegante nei lineamenti e nel portamento. La chiesa è ricca d'affreschi, i rosoni centrali riportano i miracoli più conosciuti del Santo: la risurrezione di un morto, per attestare l'innocenza del padre accusato di omicidio; l'adorazione del Santissimo Sacramento da parte di una mula, per la conversione di un eretico, e la famosissima predica ai pesci, dove risalta lo spirito serafico: Francesco predica agli uccelli, mentre Antonio predica ai pesci; gli uccelli rappresentano la gente umile, infatti nei fioretti di Francesco gli uccelli indicati sono le rondini che vanno mendicando la luce del sole, e quindi la gente semplice e povera. Antonio dalla Sicilia fino ad Assisi costeggiò l'Italia e i pesci rappresentano la gente di mare, che nella sua semplicità accoglieva le parole di Antonio. Entrando in chiesa dall'entrata principale, il primo altare a destra è dedicato a San Filippo d'Agira. La statua lignea del santo è di buonissima fattura; rivestito delle vesti liturgiche, egli si presenta con una solenne imponenza, sguardo fisso, Vangelo nella mano sinistra e mano destra benedicente. La leggenda dice che questa statua apparteneva alla parrocchia di Mazzarrà Sant'Andrea,i cui abitanti durante una processione sfidarono i furnaresi oltrepassando il comune, e che questi presero il santo e lo portarono in paese, con tre salti, balli e "runculati", come fosse un trofeo di vittoria. In realtà la devozione a San Filippo da parte dei furnaresi è antica; la statua fu commissionata da un certo Antonino Corrado nell'anno 1663 e posta nell'altare già esistente dove si venerava una tela del santo oggi perduta.

### Architetture civili
- Palazzo Federico II, è l'attuale sede del Municipio. Fu costruito sui resti del giardino dell'adiacente Convento dei Frati Carmelitani, intorno al 1800.
- Torre Pagana, è l'unica struttura che costituisce i resti dell'antico castello, costruito nel XIII secolo dalla famiglia "Furnari". Essa è una piccola torre costruita in pietrame che serviva come luogo di punizione dei malviventi. Attualmente la torre si trova in condizioni precarie.
- Teatro Comunale, venne edificato nel XVII secolo dai "Principi Mariziani", che trasformarono in teatro uno spazioso magazzino attiguo al loro palazzo. Ampliato ed abbellito nel XVIII secolo, il teatro ha una capienza di 500 posti, con due file di palchi in legno, loggione, platea ed ampio palcoscenico.
- Palazzo Marziani, era la dimora della famiglia dei "Principi Marziani", famiglia dell'aristocrazia siciliana. I "Principi Marziani" hanno contribuito molto per Furnari, poiché hanno costruito ed ampliato gran parte del paese. Fu edificato all'inizio del XVIII secolo. All'interno si trova un grande e maestoso affresco in mosaico. Successivamente venne adibito a Caserma dei Carabinieri e a Scuola Elementare.
- Villa Arangia, ha sede nell'omonima contrada nella periferia di Furnari; ed è stata edificata intorno al 1860 come dimora estiva da Antonino Donato, erede del Barone Saverio Donato Di Migliardo ed ancora oggi è proprietà dei suoi eredi.

### Altre architetture
- Fontana vecchia, si trova in Piazza Orti; era anticamente chiamata "Margarita" e costituiva l'unica fontana pubblica a Furnari. La sorgente si trova nel quartiere S. Caterina. Ancora oggi, quando viene interrotta la fornitura di acqua potabile nelle abitazioni per causa di guasti, i cittadini arrivano da tutto il paese e da fuori paese per rifornirsi di acqua dall'antica fontana, che in continuazione eroga acqua fresca.
- Monumento ai Caduti, fu costruito originariamente subito dopo la prima guerra mondiale per ricordare i caduti di Furnari per la Patria; successivamente nel 1989 la base è stata ricostruita in marmo, con la scritta di tutti i nomi dei caduti della prima e della seconda guerra mondiale, e, alla sommità, il busto in gesso di un eroe.
- Monumento al Cane, fu costruito nel 1990, per volontà dell'Amministrazione Comunale dell'epoca, in Piazza Marconi, la piazza principale del paese. Il monumento, in pregiato marmo, riproduce lo stemma del Comune, rappresentato precisamente da un levriero d'argento in campo rosso e dentro una fascia con il motto "Finché venga"; sotto in campo nero due sbarre congiunte in alto con tre rose.
- Monumento al Pescatore, rappresenta le origini marinare della frazione di Tonnarella; è situato in Piazza del Pescatore, la piazza principale della frazione di Tonnarella.

## Società

### Evoluzione demografica
Abitanti censiti

### Etnie e minoranze straniere
Al 1º gennaio 2023 a Furnari risultano residenti 387 cittadini stranieri pari al 9,65 % della popolazione. Le nazionalità principali sono:
- Marocco - 180
- Romania - 92
- Argentina - 37

## Cultura

### Eventi
- 13 giugno: Festa patronale di Sant'Antonio di Padova;
- Seconda domenica di agosto: Festa patronale, nella frazione di Tonnarella, di Santa Maria di Trapani
- 8 settembre: Festa della Madonna Addolorata;

## Geografia antropica

### Suddivisioni storiche
Acqua Santa, Bazia, Bozzo, Camarda, Canaloro Zurà, Canonica, Carrubbe, Celi, Chianiddaro, Chiodo, Chiusa, Cinque Fontane, Ciurani, Colle, Commissaria, Condurso, Convento, Crocette, Cubi, Cucciaredda, Curriotta, Currii, Curtigghiu, Cutrignolo, Dromo, Feliciotto,Firriato, Frassini, Gagliardo, Garone, Giamparedda, Giuliano, Grangiotta, Grotte, Jtàna, Laccu, Ligà, Loco, Magro, Mairo, Marabella, Marrafino, Marulli, Masserie, Mastronicola, Mastrubranca, Matrice, Mendola, Monte le Croci, Mulino di Juso, Mortellito, Oratoio, Palmara, Paoluccia, Perarelle, Pezza Grande, Piana, Pignataro, Pigno, Portorosa, Quagghiardu, Rangiotta,Rovittella, Russo, Saia, Saiatine, San Filippo (zona industriale), Sant'Antonino, San Nicolò, Sant'Enargi, Sardedda, Scalonate di brasco, Scorcialupu, Siena, Sottile, Spizziu, Storto, Suttoponte, Strittu da Chiusa, Sutta Vasili, Supra Basili, Testa dell'acqua, Testa di lupo, Teatro, Tornante, Torre Forte, Tremola, Tucciarella, Ulmo, Vallone, Venticuccìa, Vini, Zurà.

## Infrastrutture e trasporti

### Strade
Furnari nella zona marittima ed industriale è attraversato dalla  mentre il centro collinare si estende lungo la  tra il km 0 ed il km 6.
Il territorio comunale è attraversato, inoltre, anche da altre direttrici stradali provinciali:
- , attraversa la frazione e località balneare di Tonnarella per 3,078 km
- , collega il Comune di Mazzarrà Sant'Andrea
- , con le sue quattro diramazioni: SP 101/a, SP 101/a dir., SP 101/b e SP 101/c.
- , collega la frazione di Campogrande del Comune di Tripi

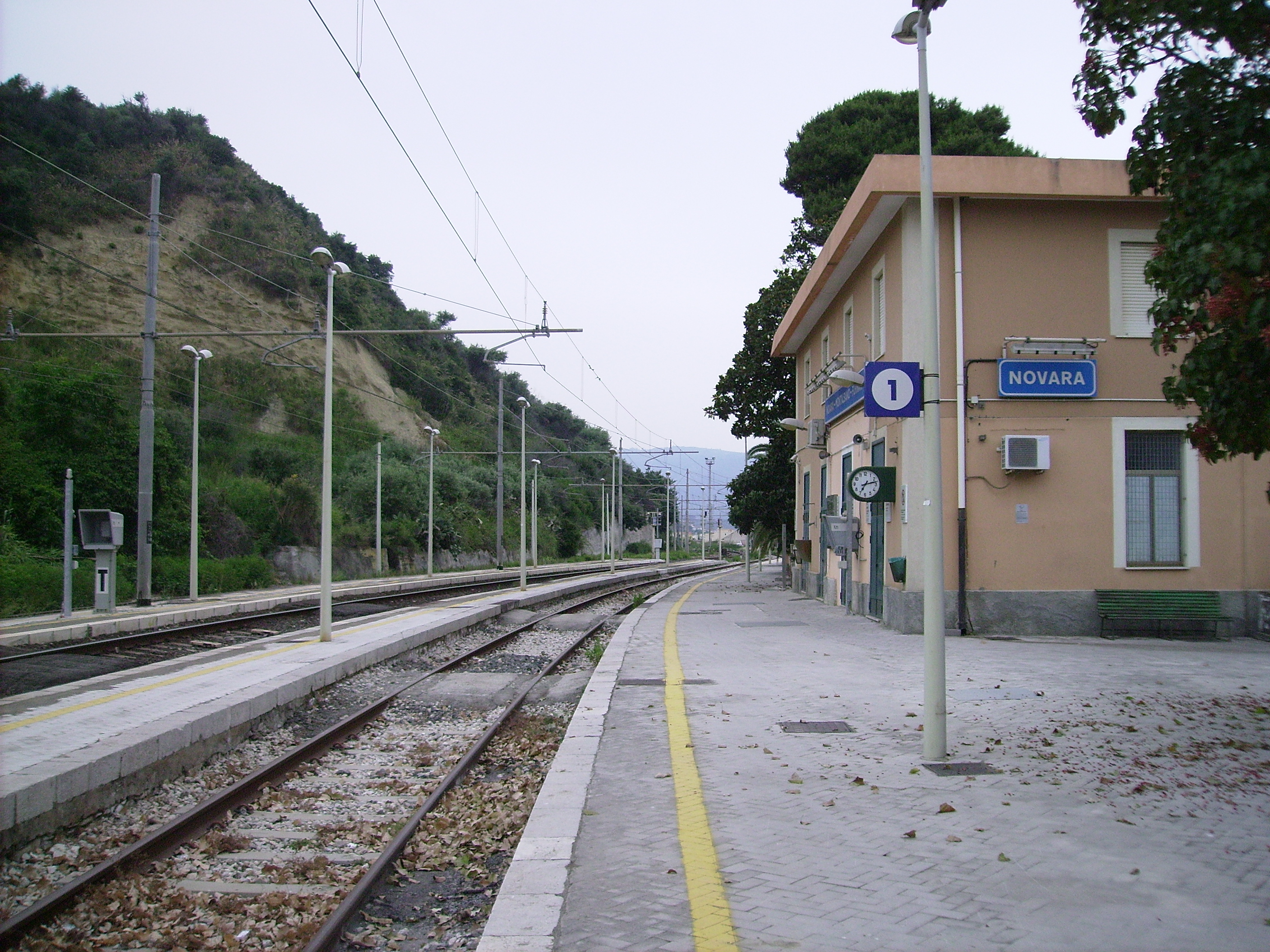
Vista laterale, della stazione di Novara-Montalbano-Furnari, in direzione Palermo

Il Comune di Furnari non è raggiungibile direttamente tramite autostrada, il casello autostradale più vicino è quello di Falcone , sulla Autostrada A20 Messina - Palermo.

### Ferrovie
Furnari è servita dalla ferrovia Palermo-Messina.
La stazione ferroviaria è situata nella frazione "Vigliatore", facente parte del comune limitrofo di Terme Vigliatore, ma distante solamente 650 m dal territorio comunale di Furnari. Presso la stazione è altresì disponibile il servizio di autotrasporto Uber prenotabile tramite App.

### Mobilità urbana
I trasporti interurbani di Furnari vengono svolti con autoservizi di linea gestiti da AST.

## Economia
L'economia attuale si basa quasi esclusivamente sull'agricoltura (olive, uva, cereali e agrumi) e sulla pesca nella frazione di Tonnarella.
La località di Furnari, è stata, da sempre, famosa per la sua ottima produzione, di vino. Infatti, sul territorio comunale, esistono, grandi quantità di vigneti.
Sviluppata è l'attività artigianale nei settori alimentari (produzione e lavorazione di olio d'oliva, e conservazione dei prodotti della pesca), del legno e della lavorazione del marmo.
Fino alla fine degli anni settanta, notevole è stata l'attivà di esportazione, svolta tramite il piccolo scalo ferroviario di Novara-Montalbano-Furnari, di agrumi, olio d'oliva e vino, verso diverse località ed aziende.
Buone prospettive di rilancio economico sono rappresentate dalla progettata pianificazione dell'area di sviluppo industriale del Tirreno (che comprenderà anche il Comune di Furnari) e dal turismo, al cui sviluppo darà una forte spinta propulsiva il complesso residenziale-turistico Portorosa, che costituisce un centro di grande attrattiva per gli impianti ricettivi che si sono realizzati e per la ricca dotazione di attrezzature e impianti sportivi.

## Amministrazione

### Sindaci durante il Regno delle Due Sicilie
- 1819 - 1821 Occhiuto Placido Sindaco
- 1822 Occhiuto barone Antonino Sindaco
- 1823 - 1827 Ravidà cav. Antonino Sindaco
- 1828 - 1831 Maiorana Damiano Sindaco
- 1832 - 1834 Salemi dott. Giuseppe Sindaco
- 1835 - 1838 Occhiuto barone Antonino Sindaco
- 1839 Perrelli barone Lorenzo Sindaco
- 1840 - 1842 Salemi dott. Giuseppe Sindaco
- 1843 - 1845 Occhiuto Placido Sindaco
- 1846 - 1847 Iannelli Natale Sindaco
- 1848 - 1849 Iannelli Natale Presidente del Municipio
- 1849 Iannelli Natale Sindaco
- 1849 - 1852 Ravidà Paolo Sindaco
- 1853 - 1854 Sturniolo Francesco Sindaco
- 1855 - 1858 Buccheri Domenico Sindaco
- 1859 - 1860 Mangiapane dott. Giuseppe Sindaco
- 1860 Salemi Antonino Presidente del Municipio
- 1860 - 1861 Perrelli barone Lorenzo Sindaco

### Sindaci durante il Regno d'Italia
- 1861 - 1875 Salemi Antonino Sindaco
- 1876 - 1877 Greco Emanuele Sindaco
- 1878 - 1896 Ravidà Antonio Sindaco
- 1896 - 1897 Perrelli Crisostomo Sindaco
- 1897 - 1901 Alfani Francesco Commissario prefettizio
- 1901 - 1902 Aloj Francesco Regio Commissario
- 1902 Cappelleti Giuseppe Commissario prefettizio
- 1902 - 1915 Giuffrida Antonio Sindaco
- 1915 - 1916 Bua Francesco Commissario prefettizio[11]
- 1916 Miceli Francesco Commissario prefettizio
- 1916 - 1919 Landi Giulio Regio Commissario
- 1919 Iupane Federico Commissario prefettizio
- 1919 - 1920 Bua Francesco Commissario prefettizio
- 1920 Giorgianni Giuseppe Regio Commissario
- 1920 Faralla Olindo Commissario prefettizio
- 1920 Torre Francesco Commissario prefettizio
- 1920 - 1921 Giuffrida Fedele Sindaco
- 1921 - 1923 Casimo Giuseppe Sindaco
- 1923 - 1924 Bonanno Orazio Commissario prefettizio
- 1924 Marullo Cosimo Commissario prefettizio[12]
- 1924 - 1925 Di Natale Gioacchino Commissario prefettizio
- 1925 Marullo Cosimo Commissario prefettizio
- 1925 Leto Carmelo Commissario prefettizio
- 1925 Barca Giuseppe Commissario prefettizio[13]
- 1925 - 1931 Barca Giuseppe Podestà
- 1931 - 1935 Giuffrida Giuseppe Podestà
- 1935 Lojacono Giuseppe Commissario prefettizio
- 1935 Giusto Mario Commissario prefettizio
- 1936 - 1944 Contartese Pasquale Podestà
- 1944 Baglione Giuseppe Commissario prefettizio
- 1944 - 1946 Cosimo Francesco Sindaco

### Sindaci durante la Repubblica
- 1946 - 1948 D'Aliberti Salvatore Sindaco
- 1948 Lionti Antonino Sindaco
- 1948 - 1951 Di Mario Giuseppe Sindaco
- 1951 Vitarelli Angelo Commissario prefettizio
- 1951 - 1952 Gullo Salvatore Commissario prefettizio
- 1952 - 1958 Chiofalo Giuseppe Sindaco[14]
- 1958 - 1960 Chiofalo Lorenzo Sindaco
- 1960 - 1964 Sofia Luigi Sindaco[15]
- 1964 - 1967 Conti Felice Sindaco
- 1967 - 1968 De Pasquale Francesco Sindaco
- 1968 Panetta Vittorio Commissario Regionale
- 1968 Perdichizzi Filippo Commissario Regionale
- 1968 - 1971 Carditello Filippo Sindaco
- 1971 - 1972 Ciraolo Giovanni Sindaco
- 1972 - 1973 Cambria Giuseppe Sindaco
- 1973 - 1993 Mangiapane Francesco Sindaco[16]
- 1993 - 2002 Cattafi Agostino Sindaco[17]
- 2002 - 2007 Bisignano Franco Antonio Sindaco
- 2007 - 2009 Lopes Salvatore Sindaco
- 2009 - 2011 Scalfaro Elena Viceprefetto - Presidente
- 2009 - 2011 Musolino Carmelo Marcello Viceprefetto aggiunto - Commissario
- 2009 - 2011 Rotella Gino Direttore amministrativo contabile - Commissario
- 2011 - 2017 Foti Mario Sindaco
- 2017 - 2022 Crimi Maurizio Sindaco
- 2022 - oggi Germano' Felice Sindaco

### Altre informazioni amministrative
Il comune di Furnari fa parte delle seguenti organizzazioni sovracomunali: regione agraria n.9 (Colline litoranee di Milazzo).